# 4615 Zinner
4615 Zinner (A923 RH) là một tiểu hành tinh vành đai chính được phát hiện ngày 13 tháng 9 năm 1923 bởi K. Reinmuth ở Heidelberg.